# Народна партія (Латвія)
Народна партія (латис. Tautas partija, TP) — колишня латвійська права націонал-консервативна політична партія.
18 грудня 1997 року екс-прем'єр-міністр Андріс Шкеле виступив із заявою про необхідність створення нової партії. Народну партію засновано в 1998 році. На виборах до Сейму в 1998 році вона отримала найбільше голосів — 24 місця. У 2002 році Народна партія отримала 20 місць у парламенті, у 2006 році — 23 місця. У виборах 2010 року партія брала участь у блоці «За кращу Латвію» разом з об'єднанням «Латвійська перша партія/Латвійський шлях», який отримав лише вісім місць.
У 2011 році на конгресі проголошено про розпуск партії. Ліквідацію партії можна розглядати як спробу уникнути сплати штрафу розміром у 1,03 млн латів, які партія отримала незаконно.